# NGC 498

NGC 498

إن جي سي 498 (بالإنجليزية: NGC 498)‏ التي يرمز لها بالرمز NGC 498، هي مجرة، في كوكبة الحوت.

## الاكتشاف
اكتشفت في 23 أكتوبر 1856، بواسطة ويليام بارسونز.